# Ойсхара
Ойсхара (чеч. Ойсхар) — місто (з 1.01.2024, до того — селище (до 2009 — селище міського типу) в Гудермеському районі Чеченської Республіки Ічкерія.

## Історія
Населений пункт Ойсхара тривалий час залишався театром бойових дій під час Кавказької війни, зокрема, тут у 1842 році відбулася Ічкеринська битва.